# حیدرآباد (شیراز)
حیدرآباد روستایی در دهستان قره‌چمن بخش ارژن شهرستان شیراز استان فارس ایران است.

## جمعیت
بر پایه سرشماری عمومی نفوس و مسکن در سال ۱۳۹۵ جمعیت این روستا کمتر از ۳ خانوار بوده‌است.